# Oleandra lehmannii
Oleandra lehmannii är en ormbunkeart som beskrevs av William Ralph Maxon. Oleandra lehmannii ingår i släktet Oleandra och familjen Oleandraceae. Inga underarter finns listade.